# شفارة
شَفَّارَة (الاسم العلمي: Cheilinus)، جنس أسماك بحرية من فصيلة الكيدميات مواطنها الأصلية في المحيط الهندي والمحيط الهادئ.

## الأنواع
يوجد حاليًا سبعة أنواع معترف بها في هذا الجنس:
- Cheilinus abudjubbe إدوارد روبيل, 1835 (Abdujubbes wrasse)
- Cheilinus chlorourus (ماركوس إليسر بلوخ, 1791) (Floral wrasse)
- Cheilinus fasciatus (ماركوس إليسر بلوخ, 1791) (Red-breasted wrasse)
- Cheilinus lunulatus (بيتر فورسكول, 1775) (Broom-tail wrasse)
- Cheilinus oxycephalus بيتر بليكر, 1853 (Snooty wrasse)
- Cheilinus trilobatus برنار جيرمان دي لاسيبيد, 1801 (Triple-tail wrasse)
- سمكة نابليون إدوارد روبيل, 1835 (Hump-head wrasse)

يُتعامل مع Cheilinus quinquecinctus كمرادف لـ Cheilinus fasciatus من قبل قاعدة الأسماك.